# 한국의 외래 귀화 성씨
한국에 분포하는 성씨 중 알려진 귀화 성씨에 해당하는 목록이다. 대부분 전한 세종 효무황제의 한사군 이후부터 다른 이민족들과 마찬가지로 토착민화(만리장성 북방계 및 남방계 남송인)되며 고려말~조선시대에 구전으로 전래되어간 중국 지방의 원적지를 기준해 중국의 성씨를 소급 적용하였다.

## 개요
한국 성씨에는 여러 외래 귀화 성씨들이 존재하지만 이들의 기원에 대해서 대부분이 각 성씨들의 족보 기록 외의 역사적 자료에서는 확인할 수 없다. 삼국시대의 삼국과 남북국 시대의 신라에서는 중국계 성씨의 유입이 드물었지만, 고려 때에는 중국과 실제 역사적 관련이 없음에도 불구하고 중국계 성씨를 사용하는 경우가 증가했다. 이는 당시 중국에 대한 동경 때문에 나타난 현상으로 보이며, 실제로 이들 중에는 중국 출신의 조상을 둔 성씨들도 있었지만, 다른 많은 성씨들은 자신들을 중국에서 건너온 이민자들의 후손이라고 주장하는 기록들이 역사적 기록에 의해 뒷받침되지 않으며, 대부분이 당시 사람들에 의해 창작되었을 것으로 추정된다.이러한 역사적 근거 없이 중국계 시조와 연결시키는 한국 성씨들의 현상은 조선 시대까지 이어졌다.
한국 중 대한민국에는 총 286개의 성씨와 4,179개의 본관이 존재한다. 그 중 대략 절반이 외래 귀화 성씨이며, 이들 대분은 중국계이다. 이들 성씨 286개 중 상위 10개의 성은 대한민국 인구의 64.1%를 차지하며, 10개의 성 중 3개 성은 중국계 조상이라고 주장해 전체 인구의 5.8%를 차지한다.그러나 진관린에 따르면 이들 세 성씨들이 실제 중국계라고는 확신할 수 없다고 한다. 많은 한국의 성씨들이 중국 출신이라고 주장하지만, 기록된 외국 출신의 한국인 성씨의 수는 매우 드물고 그 구성원들의 수조차도 매우 적었다.

## 같이 보기
- 한국의 성씨

## 참고 자료
- Jin, Guanlin (2014), “A Comparison of the Korean and Japanese Approaches to Foreign Family Names” (PDF), 《Journal of Cultural Interaction in East Asia》 5, 2018년 7월 22일에 확인함